# 溫帶落葉林

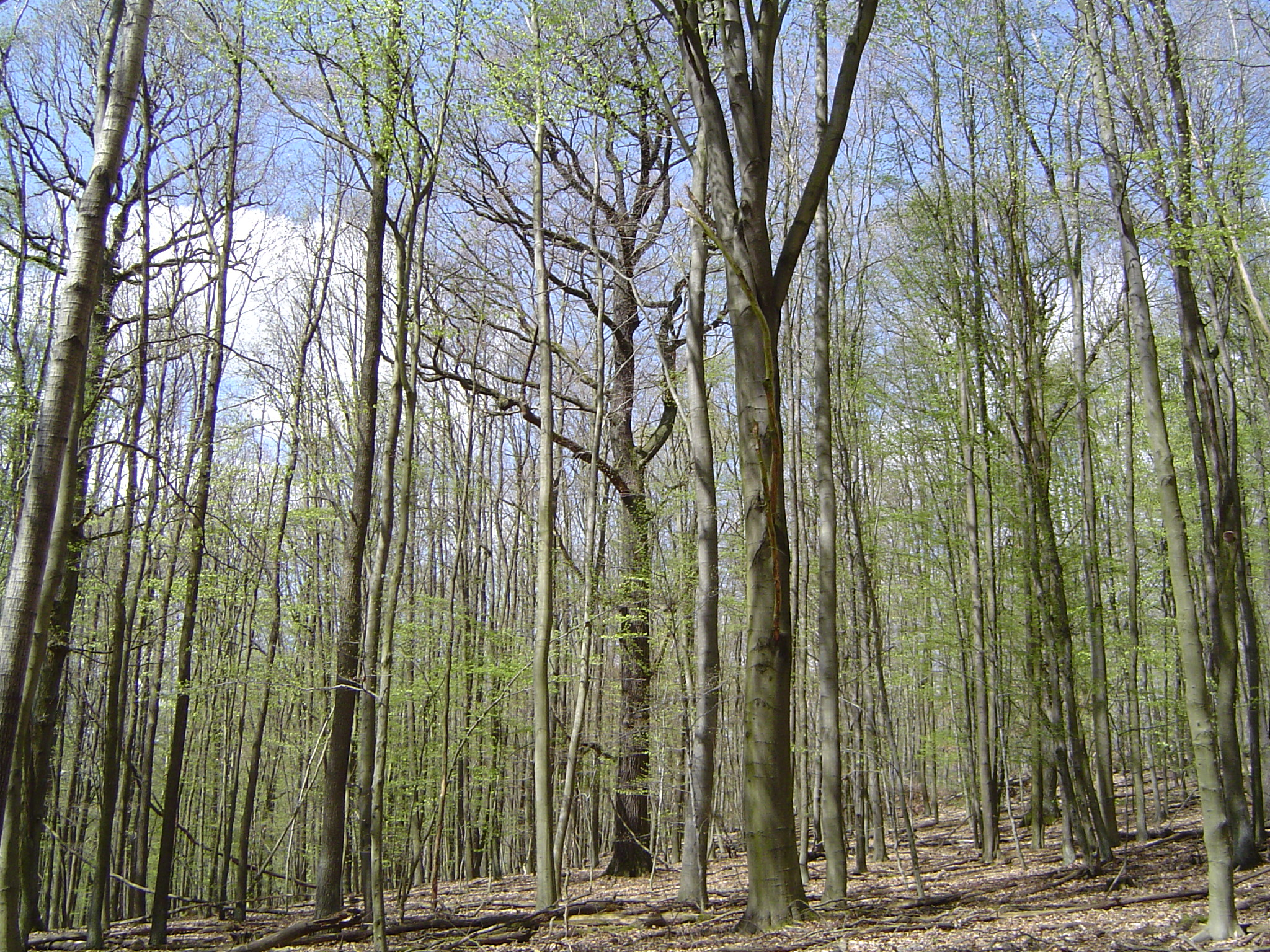
位於德國的溫帶落葉林。

溫帶落葉林，或稱溫帶闊葉林（英語：temperate broad-leaf forest），是一种分布于温带（700m以下）、暖温带的森林类型。以經年性落葉喬木、木本植物為主，分布於夏季溫暖潮濕，冬季較不嚴寒的地區，或是微氣候較明顯的山地區域。
由於分布地的氣候與土壤性質，溫帶落葉林的林相多樣性較高，具有代表性的樹種為：橡樹（學名：Quercus）、楓樹（學名：Acer）、山毛櫸（學名：Fagus）、榆樹（學名：Ulmus）等。
大部分溫帶落葉林分布地位於北半球，如北美東部、亞洲東部及歐洲地區，在南美洲南部、澳洲也有少量分布。
目前全世界最大的溫帶落葉林保護區為美國的大煙山國家公園。

## 延伸連結
- 生物地理分布區 （页面存档备份，存于）（溫帶落葉林為深綠色）